# Тон на Коротков
Тон на Коротков (ТК) е акустичният сигнал, който създава пулсът на пристегната от турникет артерия, доловим със стетоскоп и позволяващ измерването на артериалното кръвно налягане. Наречен е на името на руския лекар и изследовател Д-р Николай Сергеевич Коротков, който пръв описва тези акустични сигнали през 1905 г., работейки в Имперската руска медицинска академия в Санкт Петербург и намира тяхното практическо приложение (за измерване на наляганенето в артериите). В действителност звуците на Коротков са пет (5) (или ако се смята тихата фаза преди началото на първия тон – шест (6)).

## Обяснение на динамиката на процеса
- Механиката на явлението ТК се корени във факта, че при създаване на стеснения (стенози) по кръвоносните съдове кръвта увеличава скоростта си в съответствие със закона Бернули[1] за хидродинамичното налягане, и започва да:
- 1. тече турбулентно при външно налягане по-ниско от това на кръвта

(явлението е описано от Озборн Рейнолдс в изчисленията на числото на турбулентност, и закона на Хаген-Пуасьой за поведение на вискозни течности ;)
- 2. турбулентните струи кръв преминават през артериалния лумен (артериалния прозорец) пристегнат от турникета [3]
- 3. и взаимодействуват със стационарната кръв надолу в артерията;[2]
- 4. от това се получават вибрации поради [1]
- 5. увеличено съпротивление от стените на артериите [3]
- 6. и се създава шум.[1]
  - Груба аналогия на този процес е звукът, който се чува ако притиснем с пръст накрайника на градински напоителен маркуч докато водата тече. Струята се „изтънява“ излиза при по-високо налягане и свисти; или свиренето с уста – не сме в състояние да свирим с отворена уста, но трябва да създадем подходящо профилирано стеснение (сопло) за излизане на компресирани струи въздух създаващи вибрации върху „струните“ в случая устните.

## Петте тона на Коротков
- 0. Нулев тон: стегнатият маншет не позволява на кръвта да премине по съдовете и се наблюдава тишина.
- 1. Първият тон е ясен, остър и пулсиращ и се чува когато артериалното налягане се изравни и надмине налягането на маншета (по време на стола).

Първоначално малки обеми кръв са в състояние да преодолеят стенозата и да продължат пътя си към периферните капиляри.
Това е процес, съпроводен от високо съдово съпротивление  на мястото на оклусията, поради което тонът се чува ясно и отчетливо, стига пациентът да има нормално налягане (да не е в шок) и стига размерът на крайника, използван за измерване, да не е прекалено голям (поради затлъстяване), което би значело да има дълбоки и/или стеснени (стенозни) артерии (виж метаболитен синдром).
- 2. Вторият тон  се отнася до сърдечни систолно-диастолни шумове и патологични изменения.
- 3 – 4. Третият и четвъртият тон се долавят при налягане, което е с 10 мм живак по-високо от диастолното. Те са приглушени и плътни. При започване на третия и четвъртия тон измерващият налягането забавя, защото диастолното налягане изравнено с налягането на маншета е последната бариера по пътя на артериалната кръв към капилярите и следователно, когато те се изравнят се възстановява ламинарното кръвно течение.
- 5. Петият тон е в същност пак липсата на шум – този път тишината при изравняване на диастолата с налягането на сфигмоманометъра.[4]

## Точност на метода
Мерене на кръвното налягане по метода на Коротков е стандартна процедура по целия свят
. До такава степен то е станало част от ежедневието, че се знае поименно само от специалисти в медицинската област. Това, което пациенти и специалисти трябва да имат предвид е, че всеки може прецизно да измери налягането на пациента, но не всеки пациент е подходящ кандидат за точно премерване на кръвното налягане. Макар изключенията да са редки, те не са дотам редки, че да не се практикува по-широко меренето на наляганията и на двете ръце (или крака). Съществуват данни, акумулирани в 11 проучвания от Великобритания, за разлики в стойностите на наляганията вариращи рамките на 12.0 до 18.4% систолично, 13.0 – 33.7%  диастолично налягане; докато една консервативната преценка по-ранни изследвания цитира 4.0 – 5.3%, а друга – 6.0%.

### пациенти с неувредени артерии
- Кръвта на пациенти със здрави артерии, без периферни васкуларни заболявания, тече сравнително тихо и почти ламинарно в големите артерии. С навлизане в малките артерии се намалява артериалното налягане като същевременно се увеличава съпротивлението R = 8Lη/πr4 [1], където R е съпротивлението, L е дължината на съда, η е вискозитетът на кръвта π е числото „пи“, а r4 е четвъртата степен на радиуса на кръвоносния съд. По тази причина подходящо място за измерване на артериалното налягане е голяма или средно голяма артерия, каквато е брахиалната артерия. Това се прави като кръвообращението на пристегнатата с турникет брахиална (мишечна) артерия при налягане по-високо от артериалното е напълно спряно и постепенно се отпуска турникетът, за да се чуят звуците на Коротков.

### пациенти с артериални заболявания
При пациентите с проблеми с периферното оросяване, това може да се дължи на стеснения на големите артерии и компенсационни механизми влизат в действие като шунтират кръв по колатерални съдове, които обикновено са с по-малки диаметри. При такива случаи тонът на Коротков може да се чуе, но на погрешната височина на кръвното налягане, тъй като налягането в по-тесни кръвоносни съдове е по-ниско, за сметка на линейната скорост на кръвния поток. Обикновено в такива случаи съществува лява/дясна съдова асиметрия между крайниците и поведението на артериалното налягане варира: в един от крайниците то може да е по-високо отклокото в останалите. В помощ на смутения медицински работник който отчита кръвно налягане 60/28 е клиничната картина на пациента: в такива случаи се препоръчва премерване на налягането и на срещуположния крайник. Пациенти със сериозни стенози на централните артерии се очаква да декомпенсират бързо и да проявят други симптоми (шок).

### при извънредно ниски налягания
... се използва доплеров апарат на принципа на променящите се честоти на обекти излъчващи вълни, в зависимост от посоката на движението им спрямо наблюдателя (отправната система). На пулсови места се поставя ултразвуков проба в достатъчно контактен гел и с отворен приемник и затегнат турникет се повтаря процедурата за измерване на кръвното налягане, но без стетоскоп.

### илюстрация на артериална турбулентност
Пациенти с хронични бъбречни заболявания на редовна хемодиализа често имат хирургично създадени фистули или шунтове: вливания на голяма артерия в голяма вена. Това се прави, за да се позволи достъп на иглите за изливане в диализатора и вливане на кръвта обратно в пациента през време на хемодиализата. Преглед на фистулата на пациента включва (1) палпация (опипване) на фистулата, при което се усеща характерната вибрация и (2) преслушването на фистулата за присъствие на турбулентен шум.